# Szemere
Szemere ist eine ungarische Gemeinde im Kreis Encs im Komitat Borsod-Abaúj-Zemplén. Der Ort hat 373 Einwohner (2011).

## Geografische Lage
Szemere liegt in Nordungarn, 46 Kilometer nordöstlich des Komitatssitzes Miskolc, 15 Kilometer nördlich der Kreisstadt Encs, 3 Kilometer südlich der Grenze zur Slowakei an dem Fluss Bélus-patak. Nachbargemeinden sind Fulókércs, Pusztaradvány und Litka.

## Geschichte
Im Jahr 1913 gab es in der damaligen Kleingemeinde 103 Häuser und 502 Einwohner auf einer Fläche von 2735 Katastraljochen. Sie gehörte zu dieser Zeit zum Bezirk Cserehát im Komitat Abaúj-Torna.

## Sehenswürdigkeiten
- Denkmal A négy égtáj (Die vier Himmelsrichtungen), erschaffen 1936
- Reformierte Kirche, erbaut 1796–1800 im Zopfstil
- Römisch-katholische Kirche Jézus Szíve, erbaut Anfang des 20. Jahrhunderts

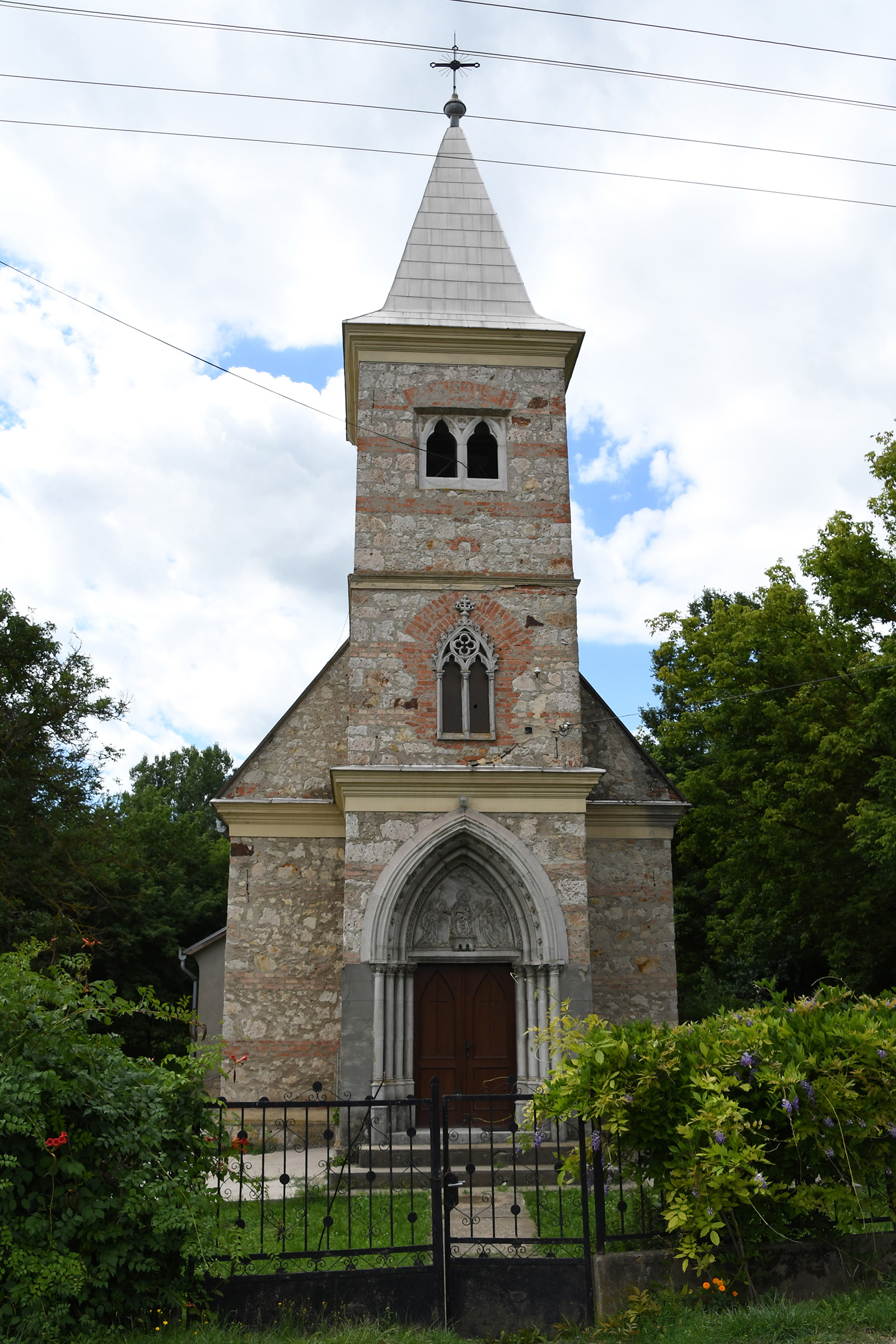
Römisch-katholische Kirche Jézus Szíve
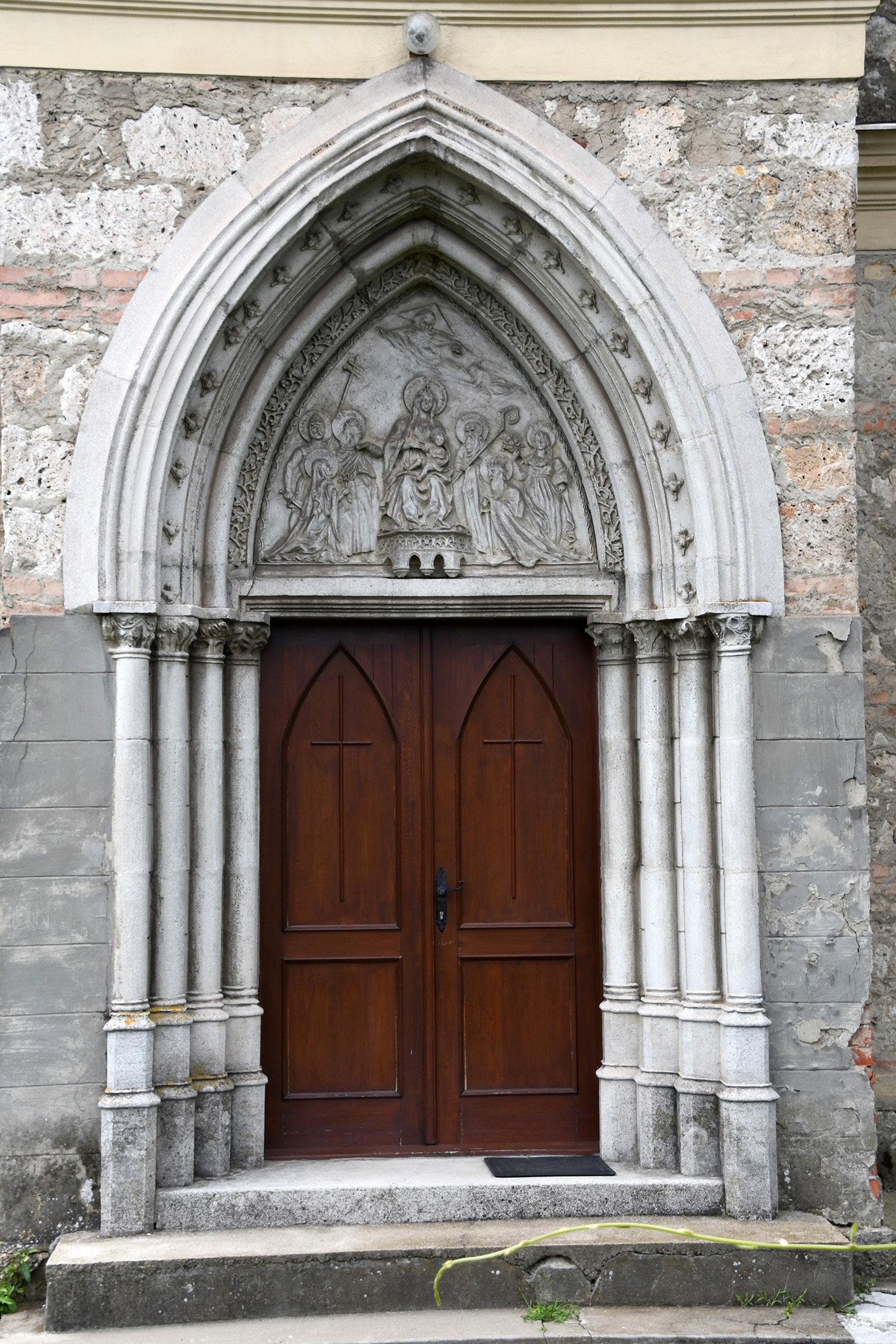
Portal der Kirche Jézus Szíve
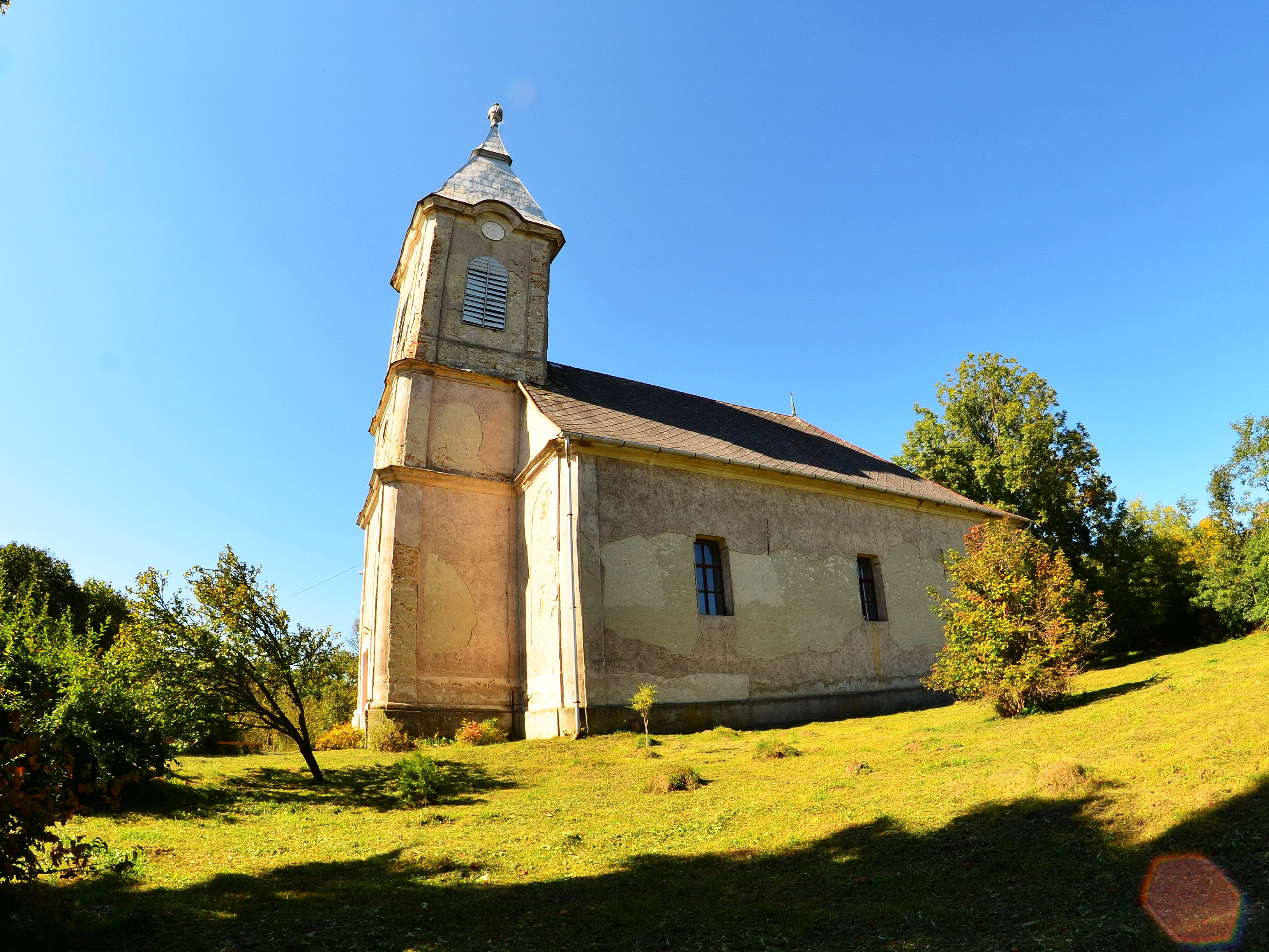
Reformierte Kirche

## Verkehr
Durch Szemere verläuft die Landstraße Nr. 2626, die zur slowakischen Grenze führt. Es bestehen Busverbindungen über Fulókércs, Szalaszend und Méra nach Encs. Der nächstgelegene Bahnhof befindet sich in Méra.